# محمد بدر الدين

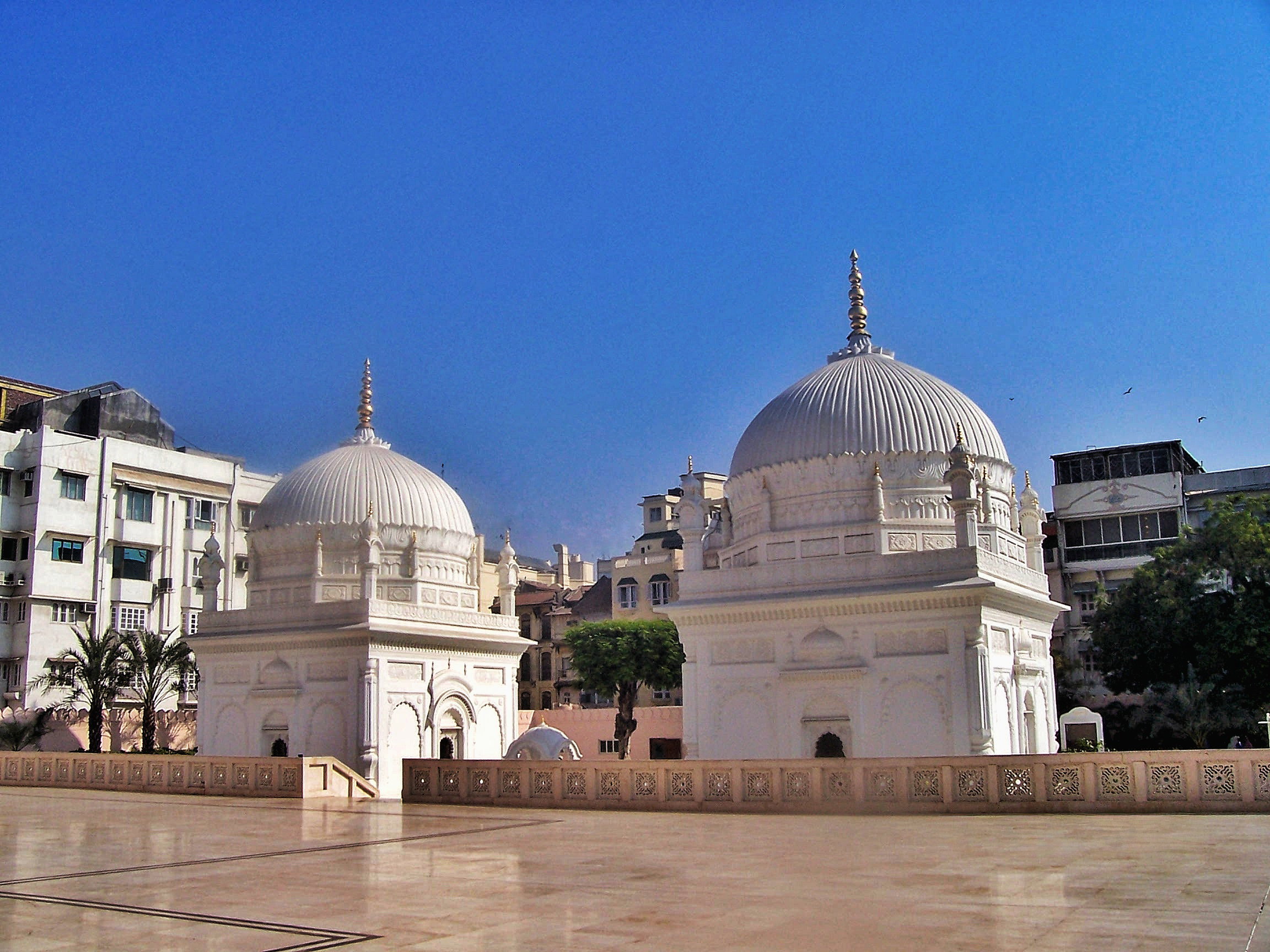
موقع دفن محمد بدر الدين

سيدنا محمد بدر الدين (تُوفي عام 1256 هـ/1840 م في سورت، بالهند) كان الداعي المطلق السادس والأربعين من البهرة الداودية. وقد خلف الداعي الخامس والأربعين سيدنا طيب زين الدين، في المنصب الديني. وُلد في بهروش عام 1811 م. وكان في السابعة من عمره عندما توفي والده سيدنا عبد علي سيف الدين. تولى رعايته سيدنا محمد عز الدين الذي رباه ورعاه لمدة أربع سنوات.
أصبح سيدنا محمد بدر الدين الداعي المطلق عام 1252 هـ / 1836 م. فترة دعوته كانت 1252 – 1256 هـ / 1836 – 1840 م.
تزوجت سيدنا محمد بدر الدين من أمة الله عائشة ابنة سيدنا طيب زين الدين. ومأذونه هو سيدي هبة الله جمال الدين، ومكاسره هو عبد القادر نجم الدين. بعد وفاته، حصل نزاع على الخلافة وأدّى لانفصال طائفة عتبة ملك في ناغبور.

## قراءة إضافية
- الإسماعيلية تاريخها وعقيدتها ، فرهاد دفتري (فصل: الإسماعيلية المستعلية، ص 11). 300-310)

| ألقاب شيعيَّة                                              | ألقاب شيعيَّة                                                   | ألقاب شيعيَّة               |
| -------------------------------------------------------- | ------------------------------------------------------------- | ------------------------- |
| محمد بدر الدين الداعي المطلقولد: 1811 توفي: 27 آب 1840 م |                                                               |                           |
| سبقه طيب زكي الدين                                       | الداعي المطلق السادس والأربعون (46) 1252–1256 هـ/ 1836–1840 م | تبعه عبد القادر نجم الدين |